# 道家斉

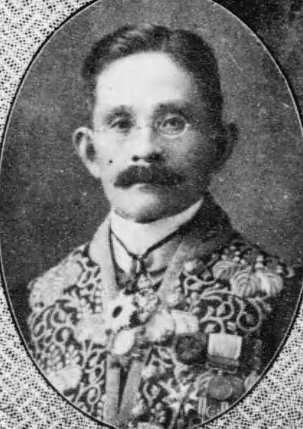
道家斉

道家 斉（どうけ ひとし、安政4年2月20日〈1857年3月15日〉 – 大正14年〈1925年〉10月30日）は、貴族院勅選議員、農商務官僚、法制官僚。

## 経歴
備前国児島郡に佐野藤之丞の三男として生まれ、道家司勉の養子となった。岡山藩藩学で漢学を学んだ後、岡山兵学館でフランス語を習得した。
その後東京に出て大学南校で学び、1884年（明治17年）に農商務省に出仕した。1886年（明治19年）、谷干城農商務大臣のヨーロッパ歴訪に随行した。帰国後は海軍省で翻訳官を務めた。1889年（明治22年）、黒田清隆内閣総理大臣の秘書官に就任し、翌年から内閣書記官も兼ねた。1892年（明治25年）、枢密院書記官に転じ、黒田議長の秘書官も兼ねた。1899年（明治32年）より法制局参事官となった。
1908年（明治41年）、農商務省に復帰し、水産局長に就任した。1912年（大正元年）には農務局長となり、1920年（大正9年）に退官するまでその職にあった。
退官後も1921年（大正10年）と1922年（大正11年）の二度にわたって国際労働機関総会で政府代表を務めた。その他、農村電化協会を創設して会長に就任し、日本勧業銀行理事や産業組合中央会副会頭も務めた。
1923年（大正12年）3月1日、貴族院議員に勅選された。

## 栄典
位階
- 1892年（明治25年）9月26日 - 従六位[8]
- 1897年（明治30年）10月30日 - 従五位[9]
- 1909年（明治42年）11月30日 - 正四位[10]

勲章等
- 1899年（明治32年）12月27日 - 勲四等旭日小綬章[11]
- 1903年（明治36年）12月26日 - 勲三等瑞宝章[12]
- 1906年（明治39年）4月1日 - 旭日中綬章[13]
- 1911年（明治44年）12月26日 - 勲二等瑞宝章[14]
- 1915年（大正4年）
  - 11月7日 - 旭日重光章[15]
  - 11月10日 - 大礼記念章（大正）[16]
- 1920年（大正9年）11月1日 - 勲一等瑞宝章[17]

外国勲章佩用允許
- 1894年（明治27年）9月26日 - 安南王国：竜星第三等勲章[18]

## 親族
- 道家斉一郎 - 長男。専修大学総長、衆議院議員。
- 小浜八弥 - 五女亀子の夫。静岡県知事、農林次官。